# アレクサンドル・コイレ
アレクサンドル・コイレ（Alexandre Koyré フランス語: [kwaʁe], 1892年8月29日 - 1964年4月28日）は、ロシア出身でフランスなどで活動した哲学者・科学史家。フランス国立社会科学高等研究院(EHESS)の設立メンバー。

## 生涯
出生から修学期
1892年、出生名アレクサンドル・ヴォリフォヴィチ・コイラ（ロシア語: Александр Вольфович Койра）としてロシア南部の黒海沿いのタガンログで生まれた。家族はユダヤ系であった。
1908年にドイツのゲッティンゲンにわたり、ゲッティンゲン大学でエトムント・フッサールやダフィット・ヒルベルトの下で勉強していたが、フッサールが彼の論文に賛成しなかったためパリ大学に行き、アンリ・ベルクソンとレオン・ブランシュヴィックに指導を受けた。1923年に学位を取得。
哲学研究者として
1922年から1930年にかけてパリの高等研究所講師として勤務。この時期に、哲学者で著名なヘーゲル研究者であったアレクサンドル・コジェーヴと同研究所の同僚として出会った。
1930年から1931年までモンペリエ大学講師。1931年、パリの高等研究所宗教科学部門の研究主任となった。1940年から1945年の間はアメリカ合衆国に亡命。
第二次世界大戦後
1956年以降、プリンストン高等研究所研究員。1958年以降没時までパリの科学技術史中央研究所所長を務めた。

## 受賞・栄典
- 1961年：ジョージ・サートン賞を受賞。

## 研究内容・業績
弟子のチャールズ・C・ギリスピーの科学史論集『科学というプロフェッションの出現』に、コイレについての回想論説がある（「第2部 科学史の探究者たち」島尾永康訳、みすず書房、2011年）。

## 日本語訳された著書
- 『プラトン』川田殖訳、みすず書房 1972
- 『閉じた世界から無限宇宙へ』横山雅彦訳、みすず書房 1973
  - 復刊 1987、1993年
- 『コスモスの崩壊：閉ざされた世界から無限の宇宙へ』野沢協訳、白水社 1974[1]
  - 新装復刊 1999
- 『ガリレオ研究』菅谷暁訳、法政大学出版局(叢書・ウニベルシタス) 1988
- 『パラケルススとその周辺』鶴岡賀雄訳、白馬書房(神秘学叢書) 1987
- 『イェーナのヘーゲル』小原拓磨訳、月曜社(シリーズ・古典転生) 2022[2]